# Montifringilla henrici
Montifringilla henrici là một loài chim trong họ Passeridae.